# Justizvollzugsanstalt Rottenburg
Die Justizvollzugsanstalt Rottenburg ist die drittgrößte Justizvollzugsanstalt des Landes Baden-Württemberg und befindet sich in der Mittelstadt Rottenburg am Neckar. Zur Hauptanstalt in der Kernstadt Rottenburg, umgangssprachlich nach ihrer Adresse auch Schloß 1 bzw. Schloss 1 genannt, gehören auch zwei Außenstellen in Tübingen und Hohenstein.

## Geschichte

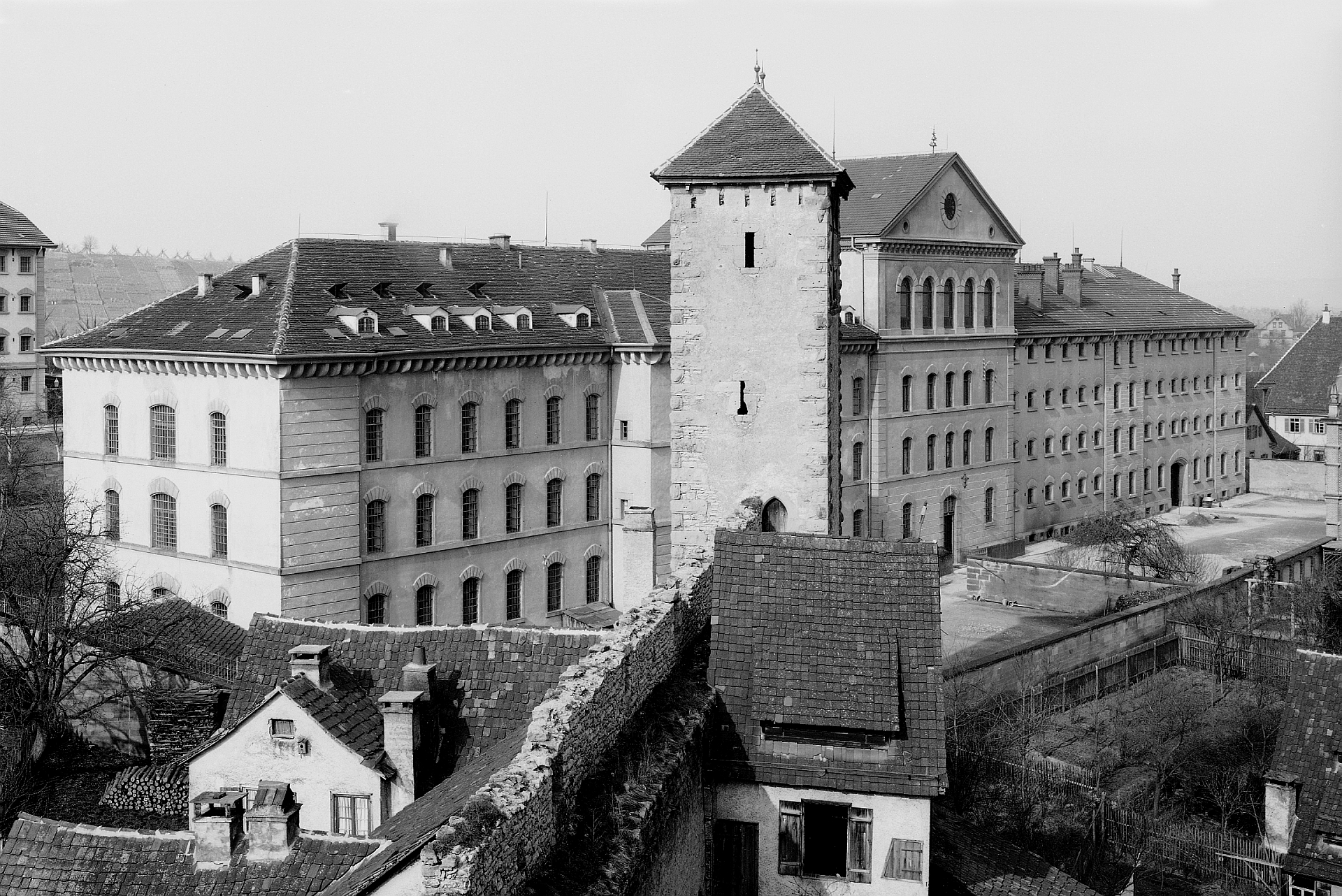
Das Rottenburger Landesgefängnis (1904)

Die Justizvollzugsanstalt Rottenburg ist eine der ältesten Anstalten Baden-Württembergs. Auf dem heutigen Gelände der JVA lag zu Zeiten der Römer das Kapitol der Stadt Sumelocenna. Im 13. Jahrhundert wurde dort eine Burg errichtet, welche wenig später einer ganzen Schlossanlage wich. 1809 wurde durch den Staat Württemberg eine Einrichtung für Zwangsarbeiter auf dem Gelände erbaut, welche schließlich 1824 zum Landesgefängnis Rottenburg wurde. 1841 wurden das heutige Verwaltungsgebäude, welches auch die Zellen beherbergt, fertiggestellt.
Seit 1879 wird in der JVA Rottenburg landwirtschaftlich gearbeitet. Ab 1884 wurde die Anstalt erweitert und ergänzt, zuletzt kam 1975 das Hafthaus 3 in Plattenbauweise hinzu, welches nun den sogenannten Wohngruppenvollzug beherbergt. Heute besteht die JVA aus ca. 20 Gebäuden, welche die verschiedensten Baustile des 19. und 20. Jahrhunderts aufweisen.

## Zuständigkeit
In Rottenburg sind ausschließlich Männer untergebracht. In der Regel werden hier Täter untergebracht, die eine längere Freiheitsstrafe zu verbüßen haben. Die JVA ist zuständig für die Bezirke Hechingen (bis lebenslängliche Haftzeit), Rottweil (zwischen 6 und 15 Monaten Haftzeit), Böblingen (bis 15 Monate Haftzeit), Esslingen am Neckar (bis lebenslängliche Haftzeit), Kirchheim unter Teck (bis lebenslängliche Haftzeit), Ludwigsburg (bis 15 Monate Haftzeit), Nürtingen (zwischen 15 Monaten bis lebenslängliche Haftzeit), Stuttgart (bis 15 Monate Haftzeit), und Tübingen (bis lebenslängliche Haftzeit).
Besonders gefährliche Täter werden häufig in die JVA Bruchsal verlegt.

## Außenstellen
Neben der Hauptanstalt in Rottenburg am Neckar, welche Platz für 563 Häftlinge im geschlossenen Vollzug und für 38 Freigänger bietet, besitzt die JVA Rottenburg zwei Außenstellen. Die erste befindet sich in der Kreisstadt Tübingen. Sie bietet Platz für 48 Häftlinge im geschlossenen Vollzug, welche dort überwiegend in Zivil- oder Untersuchungshaft sitzen. Die zweite Außenstelle befindet sich in Hohenstein in der Staatsdomäne Maßhalderbuch. Diese Anstalt bietet Platz für 43 Häftlinge im offenen Vollzug und hat sich auf Rinderhaltung sowie Kartoffel- und Getreideanbau nach biologischen Grundsätzen spezialisiert.

## Freizeit
Die Inhaftierten haben eine große Auswahl an Freizeitaktivitäten. Neben Sport-, Sprachen- und Spielprogrammen gibt es auch Sondertermine, bei denen Prominente die Anstalt besuchen. 2008 spielte die britische Band Uriah Heep in der Anstalt, außerdem waren 2012 Matthias Holtmann und Peter Maffay zu Besuch.